# Nefercaés
Sneferka ou Hórus-Sneferka foi um antigo rei egípcio que pode ter governado no final da I dinastia. A duração exata de seu reinado é desconhecida, mas acredita-se que tenha sido muito curta e sua posição cronológica não é clara.